# Vlag van Meeuwen-Gruitrode
De vlag van Meeuwen-Gruitrode werd door de gemeenteraad op 30 maart 1989 officieel vastgesteld als de gemeentelijke vlag van de Belgisch Limburgse gemeente Meeuwen-Gruitrode. Op 20 juli 1989 werd hij door het Bestuur van Vlaanderen bevestigd en uiteindelijk gepubliceerd op 8 december 1990 in het officiële Belgisch Staatsblad.
Officieel wordt de vlag beschreven als:
Tien even hoge banen van geel en van rood, met een smalle schuinbalk van blauw over alles heen, vergezeld boven van de hoofdletter M en beneden van de hoofdletter G, beide van wit.
De vlag is volledig gebaseerd op het gemeentewapen en ziet er dus helemaal hetzelfde uit.
In 2019 is Meeuwen-Gruitrode samen met Opglabbeek opgegaan in de gemeente Oudsbergen. De vlag is daardoor als gemeentevlag komen te vervallen.

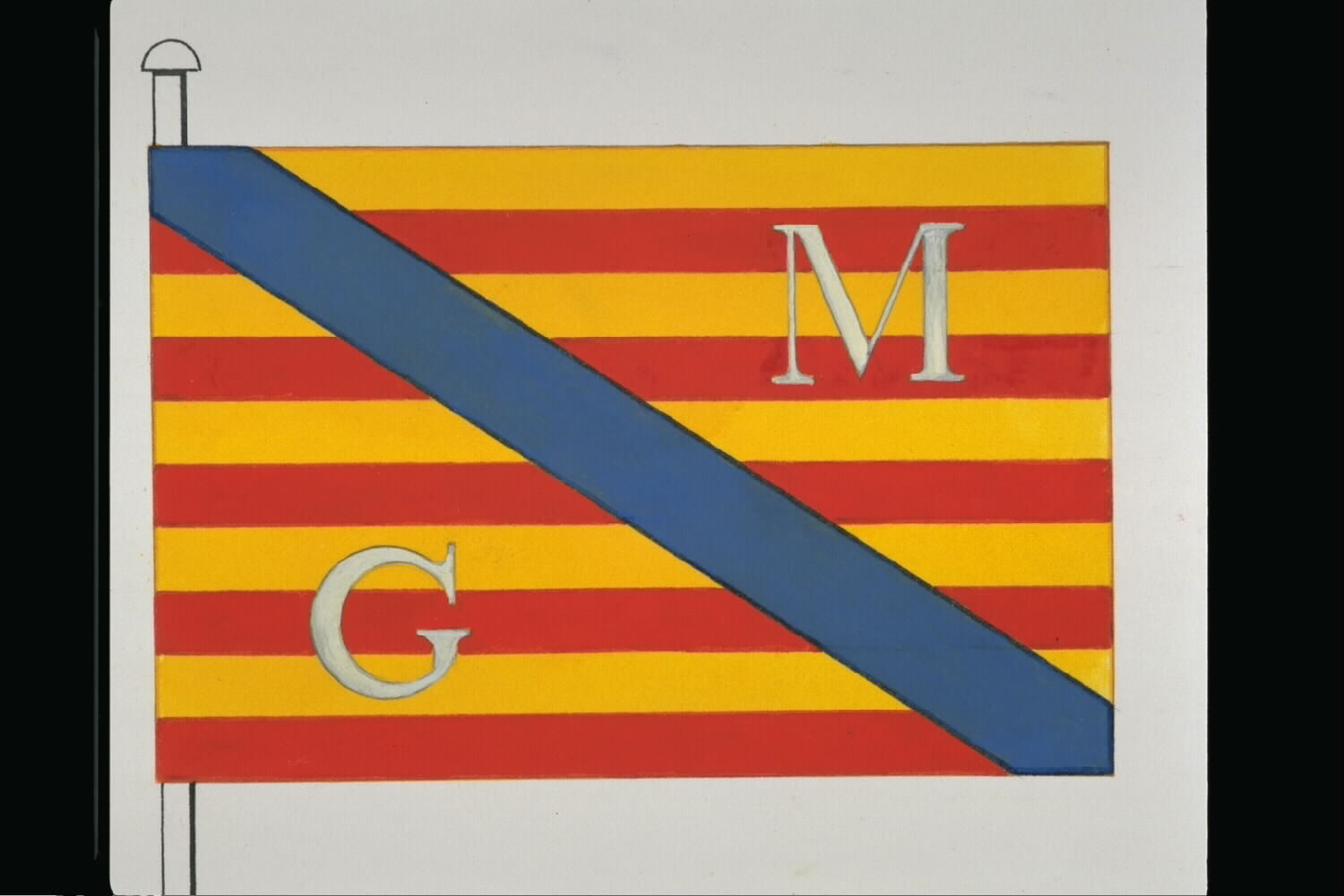
Officiële tekening van de vlag